# Громадський Андрій Степанович
Андрі́й Степа́нович Грома́дський (*29 листопада 1920, с. Северинівка, Таращанського району, Київської області — †10 травня 2009 м. Новосибірськ) — Герой Соціалістичної Праці, голова колгоспу імені С. М. Кірова Коливанського району Новосибірської області.

## Життєвий шлях
Громадський Андрій Степанович народився 29-го листопада 1920-го року в селі Северинівка Таращанського району Київської області в селянській родині. Ймовірно сім'я Громадських була переселена до Сибіру через куркульство. Рано втратив батьків, виховувався в дитячому будинку.
Трудову діяльність Андрій Степанович розпочав у 1936-му році як технічний секретар виконкому районної ради Чистоозерного району.
З 1940 по 1946 — служив в Червоній армії, учасник Великої Вітчизняної війни.
Після закінчення служби працював в райкомах комсомолу Купинського та Татарського районів, інструктором Новосибірського обкому ВЛКСМ, завідувачем відділами Мошковського та Чулимського районних комітетів КПРС. З 1955 по 1960 — секретар з сільського господарства Коливанського райкому КПРС.
В серпні 1960-го року Громадський був обраний головою колгоспу імені С. М. Кірова Коливанського району та керував господарством протягом 23-х років. Саме в цей період розкрився його природний талант організатора та керівника-новатора. Під його керівництвом колгосп переродився із середнього господарства в одне з найбільш високо розвинених господарств Новосибірської області, яке залучало всі передові наукові розробки в тваринництві та землеробстві. Під його керівництвом господарство збільшило обсяги виробництва в 3-3.5 рази. Плани 8-ї та 9-ї п'ятирічок були виконані достроково по всім показникам, за що колгосп був нагороджений Пам'ятним Почесним знаком ЦК КПРС, Ради Міністрів СРСР, ВЦСПС і ЦК ВЛКСМ, та внесений до дошки пошани Виставки Досягнень Народного Господарства СРСР та удостоєний звання «Господарство високої культури землекористування».
Наказом Президії Верховної Ради СРСР від 23 грудня 1976-го року за видатні досягнення, здобуті у Всесоюзному соціалістичному змаганні, проявлену трудову доблесть у виконанні планів та соціалістичних обов'язків по збільшенню обсягів продажу державі зерна та інших сільськогосподарських продуктів, Громадському Андрію Степановичу присвоєно звання Героя Соціалістичної Праці з вручення ордену Леніна та золотої медалі «Серп і Молот».
З 1983-го року на пенсії. Брав активну участь в роботі ветеранських організацій Новосибірської області.
Проживав у Новосибірську. Помер 10-го травня 2009-го року. Урна з прахом похована на території Новосибірського крематорію.
Нагороджений двома орденами Леніна, орденом Жовтневої Революції, орденом Трудового Червоного Прапора, орденом «Знак Пошани», медалями.